# Utawarerumono
Utawarerumono (tiếng Nhật: うたわれるもの) là một video game thần thoại mang âm hưởng của thời phong kiến Nhật Bản. Bản truyện tranh được ra đời vào năm 2005 trong tạp chí Dengeki G's. Ngay sau đó bản anime cũng đã được ra đời vào ngày 3 tháng 4 năm 2006. Kể từ đó, ADV Films đã được quyền sản xuất phim Utawarerumono. Phim đã có bản DVD vào tháng 1 năm 2007.

## Cốt truyện
Câu chuyện xoay quanh nhân vật chính mang mặt nạ tên Hakuoro, người được tìm thấy bởi 2 chị em (Eruru và Aruru) và bà Tusukuru. Anh ta bị thương nặng và rơi vào trạng thái mất trí nhớ. Cho nên bọn họ đem anh về nhà và cố gắng chữa trị. Sau này anh được dân làng chấp nhận cho sống trong làng, nhưng người trong làng thì đang gặp cảnh khốn khổ vì tên bạo chúa tham lam. Sau này, nhờ số phận đưa đẩy anh trở thành người đứng lên lãnh đạo nhân dân chống lại tên bạo chúa và trở thành vua, anh đặt tên cho đất nước của mình là Tusukuru để nhớ ơn đến người mà anh kính trọng nhất.
Sau khi trở thành vua và mọi việc trở nên yên ổn. Anh nhận ra rằng hòa bình là một việc rất 
khó giữ vững, anh như đứng trong biển lửa khi phải đối mặt với việc bảo vệ những người mà anh quan tâm. Trong công cuộc bảo vệ, anh đã giáp mặt với nhiều chiến binh mạnh từ nhiều vùng đất và bộ lạc khác nhau, sau này những chiến binh đó trở thành những thuộc hạ thân tín nhất của anh. Nhiều lúc đối mặt với những tình huống gần như không thể chiến thắng thì mọi người đều cảm thấy an tâm nhờ vào tài chỉ huy của anh.
Câu chuyện mở đầu mang đậm phong cách huyền ảo của người Ainu, nhưng càng về sau thì câu chuyện càng thiên về tính khoa học viễn tưởng. Nói đúng hơn, câu chuyện mở đầu trong một thế giới huyền ảo, đầy phép thuật và những giống người mới nhưng sau đó vén lên bức màn bí mật về một tương lai sau này của Trái Đất.

### Backstory
Trong một buổi nọ, 1 nhà khảo cổ đã phát hiện ra 1 hóa thạch kỳ lạ, 1 hóa thạch của một con quái vật bị biến dạng. Nhà khảo cổ ấy không biết rằng đây chính là hiện thân của 1 vị thần đã bị lãng quên, biết đến với cái tên Witsuarunemitea. Một nhà khoa học giỏi tình cờ nhìn thấy, và sau một vài lần đối chiếu, người lạ mặt kỳ bí này giải thích rằng nhân loại chưa thực sự sẵn sàng cho Missing Link này, một khoảng trống trong sự tiến hóa từ vượn để ra thành người. Để tránh bị lộ anh ta bắn nhà khảo cổ học. Khi mà anh đang chuẩn bị chết thì máu của anh chạm vào tảng hóa thạch và vị thần bị lãng quên cũng bị đánh thức.
Witsuarunemitea cảm nhận được một sự hy vọng trong con người nhà khỏa cổ đang chết dần. Người đã cho anh mạng sống với điều kiện người sẽ trở thành một với anh, nhờ vậy mà Witsuarunemitea có thể cuối cùng tìm được giấc ngủ mà ông ta mong muốn. Thời gian trôi qua, anh bị đóng băng.
Witsuarunemitea dưới lớp vỏ bọc là chiếc mặt nạ mà nhà khảo cổ đeo, chẳng lâu sau anh cũng tỉnh giấc sau nhiều năm. Anh ta nhận ra rằng mình đang ở trong một trung tâm khoa học ở dưới lòng đất, nơi mà anh bị nghiên cứu như là một giống người thời xa xưa. Thông qua các nhà nghiên cứu dưới đây anh mới biết rằng thế giới đã trở thành một vùng đất khô cằn không ai sinh sống. Những người sống sót thì sống trong những căn nhà dưới lòng đất.
Mizushima, 1 nhà nghiên cứu, được bổ nhiệm để chăm sóc và nghiên cứu về nhà khảo cổ, nay được đặt tên là Iceman. Phát hiện ra rằng Iceman có khả năng thở được trong điều kiện không khí bên ngoài, các nhà nghiên cứu mong muốn sử dụng khả năng của anh để tái tạo lại bề mặt Trái Đất. Từ hàng ngàn tạo vật, chỉ có một vài được chọn là có thể sống sót, kể cả vật thí nghiệm số 3510 và 63. Vật thí nghiệm số 3510, một phụ nữ xinh đẹp được đặt cho cái tên Mikoto và vật thí nghiệm số 63, một bé gái, được đặt tên là Mutsumi và được tạo ra nhờ vào DNA của Iceman, thường gọi anh là "cha".
Dự án gặp phải một số vấn đề, mặc dù vậy các nhà nghiên cứu quyết định sẽ lại đóng băng Iceman để tiếp tục nghiên cứu sau này. Mizushima, nhận thức thấy tính cách con người trong Iceman, đã kêu anh chạy trốn, và đưa cho anh ta chìa khóa của trung tâm nghiên cứu.
Iceman trốn thoát khỏi trung tâm mang theo Mikoto người mà anh đã mang lòng yêu thương. Sau một vài năm, Mikoto sinh ra 1 đứa bé gái. Tuy nhiên các nhà nghiên cứu đã tìm ra họ và bọn họ lại bị bắt trở về trung tâm nghiên cứu. Mikoto bị giải phẫu để nghiên cứu thêm, Iceman thì đang chuẩn bị đem đi đóng băng, chính cơn giận dữ của anh đã đánh thức Witsuarunemitea.
Bị tổn thương trước cái chết của Mikoto, một tính cách khác của anh dần được tạo nên, một tính cách mang đầy thù hận. Witsuarunemitea hủy diệt hầu hết trung tâm, trước mong ước của con người về sự bất tử. Witsuarunemitea ban cho lời thỉnh cầu của họ thành sự thật, biến bọn họ thành những chất lỏng không hình dạng. Cuối cùng, vị thần tích lũy quá nhiều thù hận cho nên đã biến Iceman ra thành hai nửa cơ thể: một nửa tìm kiếm sự hủy diệt, một nửa kia tìm kiếm chỉ để bị hủy diệt.
Bất ngờ, Mutsumi xuất hiện và mang trong mình dòng máu thần thánh của Witsuarunemitea, làm cho hai cơ thể của Witsuarunemitea này chìm vào giấc ngủ. Trong lúc này, những tạo vật trong trung tâm cũng bắt đầu xây dựng lại Trái Đất. Con người chính gốc thì ngày càng chết dần chết mòn và rơi vào quên lãng. Trung tâm nghiên cứu thì bị đóng vĩnh viễn, sau này người ta truyền tai nhau nơi đây là vùng đất thánh của Witsuarunemitea.
Vài năm sau đó, một sự thay đổi trên thế giới đã làm thức tỉnh cà hai cơ thể của Witsuarunemitea, cả hai lại tiếp tục đấu với nhau. Một bên thì muốn con người trên thế gian này đạt tới đỉnh cao nhờ vào chiến tranh, bên kia thì muốn nhờ vào hợp tác ôn hòa. Vị vua của Kunnekamun tìm kiếm phần cơ thể của sự hủy diệt, người đã ban cho ông sức mạnh tên là Avu-Kamuu.
Cuối cùng, trận đánh của cả hai đã gây nên một trận động đất. Aruru, một cô bé của làng Kenashikourupe đang leo lên cây để lấy cái tổ ong thì bị té vì cơn động đất, cô bị thương nặng. Eruru chị gái của Aruru cầu xin Witsuarunemitea hãy cứu sống Aruru đổi lại là linh hồn và thể xác của chính cô sẽ là của Witsuarunemitea. Witsuarunemitea đồng ý.
Cả hai vị thần đều mệt mỏi sau trân chiến và cả hai đều rơi vào hôn mê. Phần cơ thể muốn hủy diệt thì được tìm thấy bởi Dii, một học giả của xứ Onkamiyamukai, sau này hòa làm một với nhau. Phần cơ thể muốn bị hủy diệt thì giữ lại cơ thể của mình và được tìm thấy trong rừng nhờ Eruru.
Từ đây cốt truyện của Utawarerumono bắt đầu.

## Nhân vật

### Nhân vật chính

#### Hakuoro

Hakuoro

(ハクオロ, Cáp Khắc Áo La)
Lồng tiếng bởi: Koyama Rikiya (tiếng Nhật), John Gremillion (tiếng Việt)
Hakuoro là nhân vật mang một mặt nạ mà anh không thể cởi ra được. Anh ta được tìm thấy trong tình trạng bị thương nặng và được cứu chữa bởi Eruru, Aruru và bà Tusukuru. Anh bị mất đi toàn bộ ký ức của mình và không có một khái niệm gì về mình là ai và nơi mà anh đang sống. Anh ta được đặt tên là Hakuoro (cũng là tên cha của Eruru và Aruru). Vũ khí chính của anh là một cây quạt bằng sắt do bà Tusukuru ban cho. Hakuoro (白皇) nghĩa là "Bạch Đế" trong tiếng của người Ainu.
Iceman (アイスマン)
Iceman là hình dạng con người của Witsuarunemitea trên Trái Đất. Anh được các nhà khoa học tìm thấy và thí nghiệm. Tạo vật nhân tạo được tạo ra dựa trên cơ thể của anh để góp phần nghiên cứu và anh cũng có con với một trong những tạo vật này là Mikoto. Sau khi Mikoto chết, anh lên cơn điên và trở thành Witsuarunemitea, gây ra một vụ tai biến địa chất. Sau khi bị phong ấn bởi Mutsumi, anh trở lại sau vài thế kỉ và trở thành Hakuoro sau một trận đánh đã làm anh mất trí nhớ.

#### Erurūuu

Eruru

(エルルゥ, Ngải Lộ Lộ)
Lồng tiếng bởi: Yuzuki Ryōka (tiếng Nhật), Kira Vincent-Davis (tiếng Việt)
Eruru là người đầu tiên mà Hakuoro gặp khi anh tỉnh lại. Cô đã chăm sóc anh cho tới khi anh đủ sức để đi lại. Sau này, cô đem lòng yêu Hakuoro. Eruru có tính cách mạnh mẽ, nhưng chu đáo và lịch thiệp. Tên cô được đặt trùng với một loại hoa trong Utawarerumono.

#### Arurūuu

Aruru

(アルルゥ, A Lộ Lộ)
Lồng tiếng bởi: Sawashiro Miyuki (tiếng Nhật), Sasha Paysinger (tiếng Việt)
Aruru là cô em gái hay mắc cỡ và trầm tính của Eruru, cô còn là bạn của Yuzuha và Kamyu. Giống như Eruru, tên của cô cũng được đặt theo tên của một loài hoa trong Utawarerumono. Tương truyền rằng hoa Eruru và Aruru mọc cùng với nhau. Cô thường gọi Hakuoro là cha. Sau này Mutikapa- con bạch hổ với bộ lông cứng như thép - bị dân làng hợp sức giết, cô đã đem con của nó về nuôi dưỡng, đặt tên là Mukkuru. Sau khi nó lớn (trong một khoảng thời gian ngắn kinh ngạc), cô bắt đầu cưỡi trên lưng nó ra ngoài chiến trường, thường bị Hakuoro phản đối vì nguy hiểm đến tính mạng nhưng nó và cô đã nhiều phen cứu Hakuoro thoát khỏi nguy hiểm...

### Tusukuru

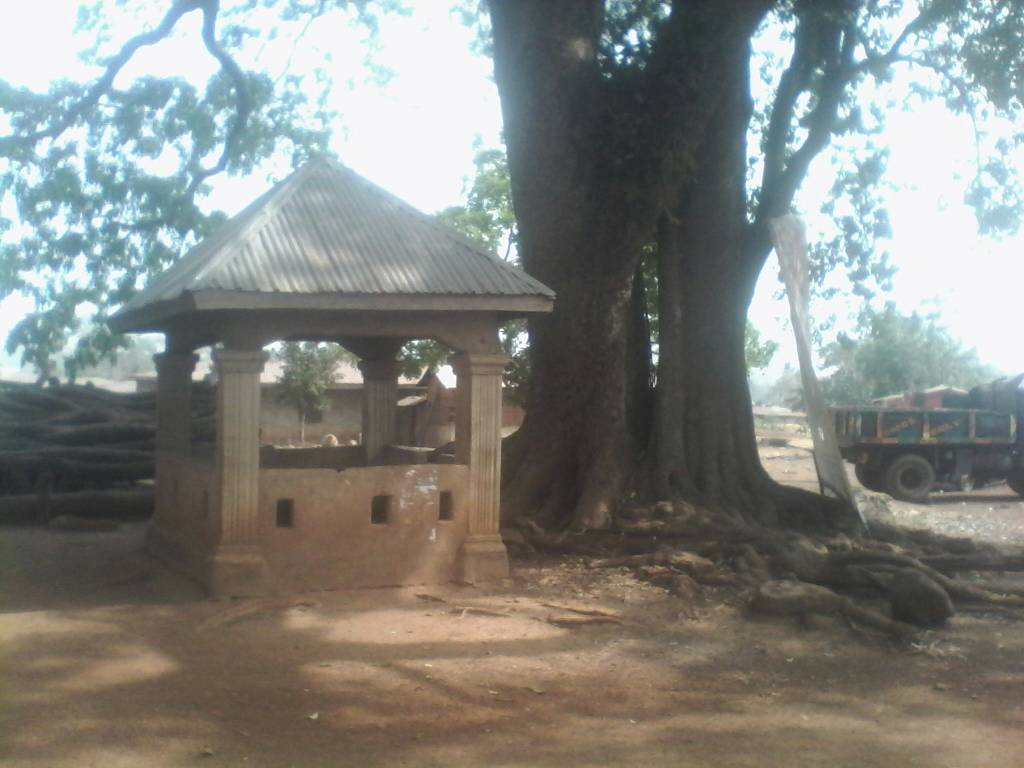
Oboro

Teoro

#### Oboro

Dori và Gura

(オボロ, Lung)
Lồng tiếng bởi: Kirii Daisuke (tiếng Nhật), Chris Patton (tiếng Việt)
Lần đầu xuất hiện thì anh là một sơn tặc ở gần vùng mà Hakuoro đang sống, mặc dù là một sơn tặc nhưng anh rất thương yêu cô em gái của mình là Yuzuha, anh thường đưa bà Tusukuru sang chữa bệnh cho em gái anh. Khi Hakuoro quyết định nổi dậy khởi nghĩa thì anh đã gia nhập và thề mãi mãi trung thành với Hakuoro, ngoài ra mục đích của anh là muốn trả thù cho bà Tusukuru. Anh coi Hakuoro là anh trai mình. Vũ khí chính của Oboro là 2 thanh kiếm dài của Samurai. Oboro là người đã sát cánh cùng với Hakuoro từ ngày thành lập nước Tusukuru cho đến cuối câu chuyện. Cái tên Oboro (朧) có nghĩa là sự u sầu, sự ảm đạm trong tiếng Nhật.

#### Doriī & Gurā

Benawi

(ドリィ & グラァ, Đa Lợi & Cổ Lạp)
Lồng tiếng bởi: Watanabe Akeno (tiếng Nhật), Brittney Karbowski, (Dori) & Nancy Novotny (Gura) (tiếng Anh)
Dori và Gura là hai người lính bắn cung song sinh của Oboro, họ rất trung thành và thường gọi Oboro là "Waka-sama". Có nhiều cách để phân biệt họ như sau: Dori có đôi mắt máu tím trong khi Gura thì có đôi mắt màu xanh, quần của Dori màu xanh trong khi quần của Gura màu đỏ.

#### Benawi

Kurou

(ベナウィ, Bối Nạp Uy)
Lồng tiếng bởi: Namikawa Daisuke (tiếng Nhật), Vic Mignogna (tiếng Việt)
Benawi là một chiến binh của Kenashikourupe. Khi mà cuộc khởi nghĩa của Hakuoro giành được đã giành được vùng Kenashikourupe, Benawi đã thấy rõ thất bại và ra tay giết chết nhà vua. Sau đó anh dự định tự sát nhưng Hakuoro đã ngăn anh lại và khuyên anh gia nhập quân đội của Hakuroro. Benawi là người rất coi trọng gánh nặng trị vì một quốc gia. Anh ta mang tính cách trầm và có sự logic cao nhưng cảm thấy phát cáu khi Hakuoro phớt lờ nhiệm vụ của một người lãnh đạo. Vũ khí chính của anh là một cây kích, rất hiệu quả mỗi khi cưỡi ngựa.

#### Kurou

Yuzuha

(クロウ, Khắc La)
Lồng tiếng bởi: Koyama Tsuyoshi (tiếng Nhật), Jason Douglas (tiếng Việt)
Là một trong những dũng tướng của Benawi và cũng đã từng là samurai cho Kenashikourupe. Anh cũng như Benawi là người trọng nghĩa khí và rất quan tâm đến sự an nguy của quốc gia. Khi nhà vua bị phế truất, anh vẫn giữ sự trung thành của mình với Benawi cũng như với Hakuoro. Kurou có thể xem như là trung tâm của tiếng cười trong anime. Anh thường hay cãi vã với Oboro vì Kurou luôn chế giễu Oboro, giúp ích trong việc luyện tập binh sĩ.

#### Yuzuha

Touka

(ユズハ, Dữu Diệp)
Lồng tiếng bởi: Nakahara Mai (tiếng Nhật), Monica Rial (tiếng Việt)
Yuzuha là em gái của Oboro và cũng là bạn của Aruru và Kamyu. Cô bị mắc một chứng bệnh không thể chữa khỏi được và bị mù. Mặc dù luôn bắt gặp nằm trên giường bệnh nhưng khả năng thính giác và khứu giác của cô rất cao, giúp cô có thể cảm nhận được người ở gần cô nhờ vào mùi và tiếng bước chân. Cô rất điềm đạm nhờ vậy mà cô có thể trấn áp người anh của mình và cô từ chối giết động vật quý hiếm để cứu sống mình. Và tiếc là cuối bộ phim, cô đã ra đi mãi mãi.

#### Touōka

Karura

(トウカ, Đằng Hương)
Lồng tiếng bởi: Miyake Kaya (tiếng Nhật), Sofia Mendez (tiếng Việt)
Touka là một chiến binh thuộc dân tộc Evenkuruga phục vụ cho đức vua Orikakan. Sau khi Orikakan bị giết chết bởi Niwe, cô thề phải trả thù và cảm nhận được nhân phẩm cao đẹp của Hakuoro, cô quyết định trở thành người bảo vệ cho Hakuoro. Cô sử dụng một thanh kiếm samurai của Nhật nhưng mỏng hơn thanh kiếm của Oboro và dựa vào tốc độ của mình để triệt hạ đối thủ.
Tōka là một thành viên của dân tộc Evenkuruga, một bộ lạc nhỏ bé sống trên thảo nguyên. Dân tộc Evenkuruga được ban cho một khả năng chiến đấu rất phi thường đến mức nhiều người đã khắc tên họ vào lịch sử. Chủ nghĩa đạo đức của họ là bảo vệ cái tốt, loại trừ cái xấu.
Sau khi Hakuoro ra đi, cô và Karura trở thành bạn bè trên nẻo đường ngao du

#### Karurauatsuurei (Karura)

Tusukuru

(カルラゥアツゥレイ（カルラ）, Khải Lộ Lạp)
Lồng tiếng bởi: Tanaka Atsuko (tiếng Nhật), Shelley Calene-Black (tiếng Việt)
Kaura đã từng là công chúa của xứ Nan-Tunku trước khi Shakukoporu từ bỏ cô và đem một tên vua bù nhìn lên trị vì. Cô gia nhập nhóm của Hakuoro sau khi phát hiện ra rằng mình đã sát hại vài tên lính đã cầm tù cô. Mặc dù không lúc nào là không quan tâm đến sự an nguy của đất nước mình nhưng cô đã từ bỏ tất cả vinh hoa phú quý để trở thành một thường dân, được làm một phụ nữ dân dã. Cô là một trong hai Giriyaginas cuối cùng trên Trái Đất, người còn lại là em trai cô Derihourai. Cô rất hay uống rượu Sake, kể cả trên chiến trường (cô có thể uống hết vài thùng rượu chỉ trong một ngày. Vũ khí của Karura là một thanh kiếm màu đen siêu nặng chủ yếu lợi dụng sức khỏe phi thường của mình để đánh văng đối phương.

#### Tusukuru
(トゥスクル, Đồ Tư Khố Nhĩ)
Lồng tiếng bởi: Kyōda Hisako (tiếng Nhật), Marcy Bannor (tiếng Việt)
Tusukuru là bà của Eruru và Aruru và cũng là trưởng làng. Bà là người rộng lượng cho nên rất được mọi người trong làng kính trọng.Đồng thời bà cũng là một thầy thuốc có tài,được nhiều người biết đến.Bà bị trọng thương khi liều mình cứu Aruru. Tusukuru cũng là cái tên mà Hakuoro đặt cho nước của mình sau khi Kenashikourupe sụp đổ.

#### Teoro
(テオロ, Thiết Áo La)
Lồng tiếng bởi: Ishikawa Hiroaki (tiếng Nhật), Mike Vance (tiếng Việt)
Teoro là người trong làng của bà Tusukuru và cũng là người bạn của Hakuoro (thường gọi anh là An-chan). Vũ khí của anh là cây rìu. Vợ anh là một phụ nữ tóc vàng tên Sopuko, thường hay phàn nàn về anh mỗi khi anh trốn việc hay rượu chè. Sau khi giúp đỡ Hakuoro lật đổ tên vua tham lam, anh cùng mọi người trở về làng và ở đó cho tới ngày đất nước Shikeripetim sang xâm lược. Mặc dù bị trọng thương nhưng anh vẫn cố đến gặp Hakuoro để cảnh báo anh trước khi chết.

### Onkamiyamukai

Urutori

#### Urutorī

Kamyu

(ウルトリィ, Ô Lộ Thác Lợi)
Lồng tiếng bởi: Ohara Sayaka (tiếng Nhật), Kelly Manison (tiếng Việt)
Urutori là công chúa của xứ Onkamiyamukai. Cô quyết định trở thành một yomoru (nữ tu sang coi sóc tình hình ngân khố đất nước) cho xứ Tusukuru.

#### Kamyu

Mutsumi

(カミュ, Khải Mậu)
Lồng tiếng bởi: Kugimiya Rie (tiếng Nhật), Serena Varghese (tiếng Việt)
Kamyu là công chúa của xứ Onkamiyamukai, và cũng là em của Urutori. Sau này cô là bạn của Aruru, Yuzuha, và kể cả Mukkuru, và thường xuyên nhìn thấy chơi chung với nhau.
Mutsumi (ムツミ)
Mutsumi là con gái của Witsuarunemitea. Là người đã phong ấn ông và hiện đang sống trong cơ thể của Kamyu như là một dạng tính cách phân lập. Tên cô được tạo ra từ số 63.

### Kunnekamun

Kuuya Amururineuruka

#### Amururineuruka Kūya

Genjimaru

(アムルリネウルカ・クーヤ)
Lồng tiếng bởi: Tomisaka Akira (tiếng Nhật), Luci Christian (tiếng Việt)
Kuuya là vị vua trẻ của xứ Kunnekamun. Cô trở thành bạn của Hakuoro sau nhiều lần gặp nhau một cách bí mật, chủ yếu là vì sự hiếu kì về những gì mà Hakuoro đã làm được.

#### Genjimaru

Sakuya

(ゲンジマル, Nguyên Thứ Hoàn)
Lồng tiếng bởi: Iizuka Shōzō (tiếng Nhật), Charles Campbell (tiếng Việt)
Genjimaru là một chiến binh phục vụ cho Kuuya. Ông cũng là ông của Hien và Sakuya. Vũ khí chính của ông là một thanh kiếm dài.

#### Sakuya
(サクヤ, Sa Nhã)
Lồng tiếng bởi: Mizuhashi Kaori (tiếng Nhật), Allison Sumrall (tiếng Việt)
Là một trong những người hầu của Kuuya và cô cũng là cháu gái của Genjimaru.

#### Hien

Hauenkua

(ヒエン, Hi Ân)
Lồng tiếng bởi: Nojima Hirofumi (tiếng Nhật), Clint Bickham (tiếng Việt)
Hien là anh của Sakuya và cũng là cháu trai của Genjimaru.

#### Hauenkua
(ハウエンクア)
Lồng tiếng bởi: Watanabe Akeno (tiếng Nhật), Blake Shepard (tiếng Việt)
Hauenkua phục vụ dưới trướng của Kuuya Amururineuruka và cũng gần như cùng một cấp bậc với Hien. Hauenkua thích thú khi tận hưởng cảm giác chiến tranh và gần như mang một tính cách điên dại.

### Những vị lãnh chúa khác

Orikakan

#### Orikakan
(オリカカン)
Lồng tiếng bởi: Ogata Mitsuru (tiếng Nhật), John Swasey (tiếng Việt)
Orikakan là vị lãnh chúa của Kuccha Keccha, một đất nước nhỏ nổi tiếng với kĩ năng và lòng nhiệt huyết với kị binh, và cũng là những nhà chiến thuật tài ba.
Orikakan bị ám ảnh bởi ý định giết chết Hakuoro, vì nghĩ rằng anh chính là 'Rak Shine', một kẻ phản bội của Kuccha Keccha, người đã giết chết vợ con và hàng trăm người khác. Người vợ mà hắn giết chết lại cũng có họ hàng với Orikakan, vì vậy mà mục đích trả thù đã biến khiến ông mờ mắt. Ông định trả thù bằng việc tiêu diệt xứ Tusukuru. Ông đã lãnh đạo quân đội của mình đánh vùng Yamayura, giết hết những người dân ở đó khiến Hakuoro phải tuyên chiến với Kuccha Keccha. Ông bị giết chết bởi Niwe sau này.

Niwe

#### Niwe

Derihourai

(ニウェ)
Lồng tiếng bởi: Akimoto Yōsuke (tiếng Nhật), Christopher Ayres (tiếng Việt)
Niwe là lãnh chúa của vùng Shikeripetim, một đất nước với rộng gấp 3 lần Tusukuru và có quân lực mạnh gấp 10 lần. Niwe tấn công Tusukuru với mục đích là kéo con quái vật trong người Hakuoro ra.

#### Derihourai

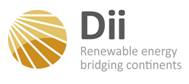
Dii

(デリホウライ)
Lồng tiếng bởi: Kato Masayuki (tiếng Nhật), Nomed Kaerf (tiếng Việt)
Derihourai là em trai của Karura. Sau này anh trở thành vua của vùng đất mà anh khởi nghĩa. Karurauatsuurei là cái tên mà anh dùng để đặt cho vùng đất đó cũng chính là tên của chị anh.

### Nhân vật khác

#### Dī

Nuwangi

(ディー)
Lồng tiếng bởi: Ikeda Shūichi (tiếng Nhật), Nomed Kaerf / John Gremillion (tiếng Việt)
Dii đã từng là một học giả của Onkamiya, thường quanh quẩn bên trong ngôi đền giam giữ linh hồn của thần Witsuarunemitea. Nếu như Hakuoro giữ phần tốt của thần Witsuarunemitea thì Dii giữ những tính cách xấu và cũng bị ảnh hưởng bởi tính cách trái ngược với Hakuoro. Dii gây ra chiến tranh ở khắp nơi để con cháu của Witsuarunemitea (được lấy ra từ gien của Iceman, vật chủ của Witsuarunemitea) có thể đạt được tới đỉnh cao nhờ vào chiến tranh.

#### Nuwangi

Mikoto

(ヌワンギ)
Lồng tiếng bởi: Yoshino Hiroyuki (tiếng Nhật), Greg Ayres (tiếng Việt)
Nuwangi là người bạn từ nhỏ của Eruru. Sau khi lớn, Nuwangi ngày càng ngang tàn và hống hách vì bị quyền lực của cha mình làm mờ mắt. Anh thường hay đi thu thuế của dân làng nhưng chủ yếu để gặp Eruru.
Nuwangi có tính nhát gan, thể hiện rõ nhất khi Hakuoro khởi nghĩa để trả thù cho cái chết của bà Tusukuru, anh đã bỏ trốn sang người bác của mình để được bảo vệ. Nhưng cuối cùng người bác của anh cũng chính là vua trị vì bấy giờ cũng bị giết chết vì lòng tham không đáy của mình. Anh bị Hakuoro bắt giữ và cuối cùng Eruru đã thả anh đi vô điều kiện. Nuwangi bỏ đi trong nỗi hối hận và chẳng bao giờ tái xuất hiện trừ một lần vào tập cuối.

#### Mikoto
(ミコト)
Lồng tiếng bởi: Yuzuki Ryōka (tiếng Nhật), Kira Vincent-Davis (tiếng Việt)
Mikoto là một tạo vật dựa trên cơ thể của Iceman. Cô là người phụ nữ duy nhất mà Hakuoro yêu. Sau này cô bị các nhà khoa học giải phẫu để nghiên cứu thêm. Tên cô được suy ra từ số 3510.